# 서빙고동 부군당
서빙고동 부군당(西氷庫洞 府君堂)은 서울특별시 용산구 서빙고동에 있는 제당이다. 이 당은 인조 13년(1635)에 중수(重修)하였으며, 당을 처음 세운 시대는 15세기 말 또는 16세기 초로 추정하고 있다. 1973년 1월 26일 서울특별시의 민속문화재 제2호로 지정되었다.

## 현지 안내문
민간신앙의 대상물인 신을 모셔 놓은 신당이다. 주민들은 ‘부군당(府君堂)’이라 부르는데, 부군당은 서울을 중심으로 한 경기지역에서만 불리던 당의 명칭이다.
기와를 올린 작은 집으로, 조선 인조 13년(1635) 당을 고칠 때 걸어둔 현판을 비롯한 5개의 현판과 무신도가 보존되어 있다. 특히 무신도는 조선 태조 내외분, 출산과 목숨, 농사의 신이라는 삼불제석의 그림이라고 전하는데, 마을사람들에 의해 마을을 보호해주는 수호신의 대상이 되고 있다.
조선 후기 신당의 건축양식을 보여줄 뿐 아니라, 서울지역의 동제 신앙을 보여주는 소중한 자료이다.

## 참고 문헌
- 본 문서에는 서울특별시에서 지식공유 프로젝트를 통해 퍼블릭 도메인으로 공개한 저작물을 기초로 작성된 내용이 포함되어 있습니다.

## 같이 보기
- 부군당

## 참고 자료
- 서빙고동 부군당 - 국가유산청 국가유산포털